# Athlītikos Syllogos Olympiakos Volou 1937 (pallacanestro)
La sezione pallacanestro dell'Athlītikos Syllogos Olympiakos Volou 1937 è una società greca femminile con sede a Volo.

## Storia
Ha vinto un titolo nazionale nel 1978.
Ha partecipato a due edizioni di Coppa Ronchetti e una di Coppa dei Campioni. Nella Ronchetti 1994-1995 è stata eliminata nel girone dei quarti di finale dall'Isab Energy Priolo.

## Palmarès
- Campionato greco: 1

1978